# Црни град (филм)
Црни град је индијски филм на хинди језику из 1946. године, настао у режији Четана Ананда, сценаристе Хваџа Ахмад Абаса и Хајатула Ансарија, продукцији Рашида Анвара и А. Халима. 
Филм је представљао пионирски напор у социјалном реализму у индијској кинематографији и отворио је пут многим сличним биоскопским филмовима других редитеља, од којих је многе написао и Кваџа Ахмад Абас. У њему је глумила супруга Четана Ананда Ума Ананд, са Рафиком Анваром, Камини Каушалом, Мурадом, Рафијем Пеером, Хамидом Батом и Зохром Сехгал. Филм је адаптација драме Максима Горког из 1902. На дну.
Црни град је постао први индијски филм који је стекао признање на Филмском фестивалу у Кану, након што је поделио награду Златна палма на првом Канском филмском фестивалу 1946. са једанаест од осамнаест пријављених играних филмова. Једини је индијски филм који је икада награђен Златном палмом. Филм никада није објављен у Индији.
Филм експресионистички приказује јаз између богатих и сиромашних у друштву.